# Ночные забавы
Ночные забавы — советский художественный телефильм, снятый в 1991 году режиссёрами Владимиром Краснопольским и Валерием Усковым.

## Сюжет
Пожилой саксофонист, ресторанный «лабух», 55-летний Александр (Саша), коротает досуг после вечерних «выступлений» за странной забавой. Достаёт из кармана полученные за вечер купюры и набирает в телефоне номер, напечатанный на купюре, заводя развлекающий его разговор со случайным собеседником, временами довольно жёстко разыгрывая тех, кому звонит.
Одной из таких собеседниц оказывается 20-летняя девушка Ольга, c которой завязалось знакомство, и она даже пригласила Сашу домой. В этот день Ольга случайно поймала свою мать Анну с любовником и «на эмоциях» вызвала срочной телеграммой отца Алексея из командировки. Ольга заперла дверь и забрала ключи, чтобы любовник — начальник матери и отца Михаил Фёдорович не сбежал. Ольга решила, что посторонний человек в доме будет полезен. Спустя некоторое время в одной квартире собираются Анна, Алексей, хамоватый начальник отца Михаил, Ольга и Саша, которого Ольга представила всем, как своего жениха.
Разбирательство в итоге накаляется и перерастает в выяснение отношений. Ольга уже готова выпустить Михаила и отдаёт ключи. Однако теперь Анна хочет понять отношение безвольного Алексея к происходящему. В итоге инициативу берёт в свои руки властный Михаил и требует от Алексея попросить прощения у всех, стоя на коленях. Ольга не может перенести это зрелище и пытается выброситься из окна, её удерживает Саша. В концовке под утро Саша и Ольга приходят в пустой ресторан. Саша играет девушке на саксофоне.

## В ролях
- Александра Колкунова — Ольга Силина
- Евгений Евстигнеев — Александр Григорьевич Андрющенко, саксофонист
- Ирина Алфёрова — Анна Николаевна Силина, мать Ольги
- Валентин Гафт — Михаил Фёдорович Езепов, начальник Силина
- Альберт Филозов — Алексей Юрьевич Силин, отец Ольги
- Мария Виноградова — Полина, посудомойка в ресторане